# Barney Childs
Barney Sanford Childs (ur. 13 lutego 1926 w Spokane w stanie Waszyngton, zm. 11 stycznia 2000 w Redlands w Kalifornii) – amerykański kompozytor.

## Życiorys
Studiował literaturę angielską, z której uzyskał stopień Bachelor of Arts na University of Nevada (1949), a następnie Master of Arts na Uniwersytecie Oksfordzkim (1955) i doktora na Uniwersytecie Stanforda (1961). W latach 1956–1965 był wykładowcą literatury na Uniwersytecie Arizony. W latach 1965–1969 był dziekanem Deep Springs College w Kalifornii. Jednocześnie kształcił się w zakresie muzyki. W 1952 roku zaczął uczęszczać na zajęcia u Leonarda Ratnera na Uniwersytecie Stanforda, w latach 1953–1954 studiował w Tanglewood u Carlosa Cháveza i Aarona Coplanda, a od 1954 do 1955 roku uczęszczał na prywatne korepetycje u Elliotta Cartera.
W latach 1969–1971 wykładowca teorii muzyki w Wisconsin College Conservatory w Milwaukee, następnie do 1994 roku wykładał na University of Redlands w Kalifornii.

## Twórczość
W swojej twórczości reprezentował kierunek umiarkowany, selektywnie sięgając do nowych trendów w muzyce, przy unikaniu jednocześnie radykalizmu dźwiękowego. Korzystał z elementów improwizacji czy aleatoryzmu, stosując jednak tradycyjne formy i konwencjonalne instrumentarium.
Skomponował m.in. dwie symfonie (1954, 1956), Koncert klarnetowy (1970), Koncert na kotły (1989), 7 kwartetów smyczkowych, 5 kwintetów dętych, nonet perkusyjny Welcome to Whipperginny (1961), A Book of Views na kwintet dęty i fortepian (1988), 6 utworów na zespół dęty, Keet Seel na chór (1970), Septet na głosy i instrumenty (1958), When Lilacs Last in the Dooryard Bloom’d na głosy solowe, chór i orkiestrę do słów Walta Whitmana (1971).